# Jerónimo Osório
Pour les articles homonymes, voir Osório (homonymie).
Jerónimo Osório (en latin Hieronymus Osorius) est un écrivain portugais, né à Lisbonne en 1506, mort à Tavira le 20 août 1580. 
Il embrassa l'état ecclésiastique, enseigna la théologie à Coïmbre, obtint la faveur des rois Jean et Sébastien, fut nommé évêque de Silves, s'efforça, mais sans succès, de détourner Sébastien de sa funeste expédition en Afrique (1578), et travailla à maintenir la tranquillité après la mort de ce prince. 

## Œuvres
On a de lui, outre plusieurs écrits théologiques des traités philosophiques De nobilitate, De gloria, De regis institutione, etc., et une histoire fort estimée, intitulée : De rebus Emmanuelis, Lisbonne, 1571. Il s'efforce dans tous ses écrits d'imiter le style et l'abondance de Cicéron.

## Source
Cet article comprend des extraits du Dictionnaire Bouillet. Il est possible de supprimer cette indication, si le texte reflète le savoir actuel sur ce thème, si les sources sont citées, s'il satisfait aux exigences linguistiques actuelles et s'il ne contient pas de propos qui vont à l'encontre des règles de neutralité de Wikipédia.